# حزب سوسیال دموکرات سوئد
حزب کارگران سوسیال دموکرات سوئد (به سوئدی: Sveriges socialdemokratiska arbetareparti) که اغلب به‌اختصار حزب سوسیال دموکرات یا S خوانده می‌شود، حزبی سیاسی در سوئد است. این حزب که قدیمی‌ترین و بزرگ‌ترین حزب سیاسی حال حاضر سوئد است، در سال ۱۸۸۹ تأسیس شد. در سال ۱۹۱۷ انشعابی در حزب صورت گرفت که منجر به تشکیل حزب سوسیال دموکرات چپ سوئد که امروزه به نام حزب چپ شناخته می‌شود، گردید. حزب سوسیال دمکرات پایه‌گذار ایدئولوژی سیاسی خانهٔ مردم در سوئد است.
رهبر کنونی این حزب ماگدالنا اندرسون است که از سال ۲۰۲۱ به این مقام رسیده و نخست‌وزیری سوئد را برعهده دارد. در آخرین انتخابات پارلمانی سوئد در سال ۲۰۱۸، این حزب با کسب ۱٬۸۳۰٬۳۸۶ رای، به ۲۸٫۲۶٪ آرا و ۱۰۰ کرسی دست یافت. هم‌چنین ۶ کرسی از ۲۰ کرسی سوئد در پارلمان اروپا در اختیار این حزب قرار دارد.
نشریه این حزب «سیاست روز» (Aktuellt i Politiken) نام دارد. سازمان جوانان این حزب «اتحادیه جوانان سوسیال‌دموکرات سوئد» Sveriges Socialdemokratiska) Ungdomsförbund) نام دارد.